# 7801 Goretti
7801 Goretti este un asteroid din centura principală de asteroizi.

## Descriere
7801 Goretti este un asteroid din centura principală de asteroizi. A fost descoperit pe 12 aprilie 1996 la San Marcello Pistoiese de Luciano Tesi și Andrea Boattini. El prezintă o orbită caracterizată de o semiaxă mare de 2,64 ua, o excentricitate de 0,25 și o înclinație de 1,2° în raport cu ecliptica.